# Mariko (Mali)
Pour les articles homonymes, voir Mariko.
Mariko ou Marico est une commune rurale du Mali de l'arrondissement central de Niono, dans le cercle de Niono et la région de Ségou. Elle a pour chef-lieu la localité de Bougouni M16.

## Géographie
La localité de Bougouni M16 est située sur la rive gauche de la fala de Molodo, sur la route locale L572 (axe Niono-Sokolo) à 22 km au nord de Molodo.
| Sokolo | Sokolo       | Diabaly         |
| Sokolo | Mariko       | Sirifila-Boundy |
| Bellen | Kala-Siguida | Niono           |

## Histoire
Le territoire de la commune rurale appartient à l'aire traditionnelle du Kala, il est peuplé à l'époque du royaume bambara de Ségou par les bambaras et les peulhs. Les villages existants avant l'expansion coloniale sont Faba-Coro et Niébébougou. L'histoire communale est ensuite liée au développement de l'Office du Niger, la création du village de Bougouni date du début des années 60.

## Toponymie
La commune doit son nom à marigot situé entre Faba-Coro et Konokassi, fréquenté par un chasseur nommé Mari.

## Population
La population est composée des groupes ethniques : bambara, Sonoké, Sonrhai, Peulh, Minianka, Bozo, Maures et Mossi (ressortissants Burkinabé employés pour la culture du riz).

## Villages
La commune s'étend sur 25 localités relevées lors du recensement général de 2009. 
Les villages les plus peuplés sont :
- Bougouni M16 (2 121 habitants) ;
- Hamdalaye (1 536 habitants) ;
- Niébébougou (1 487 habitants).

La loi 2023-007 attribue à la commune 25 villages, fractions ou quartiers :
- Bougouni M16
- Faba Diaki Wéré
- Faba Niendjéla
- Bouyagui Wéré
- Touba M7
- Niono Coroni
- Niébébougou
- Diaraka Wéré
- Diaka Wéré
- Faba Coro
- Madina UP5
- Hémédy Wéré
- Kiban M6
- Kangaba M3
- Hamdalaye
- Cocody M8
- Faba Coura
- Tientienbougou
- Konokassy
- Kérouané M5
- Békaye Wéré
- Siby M12
- Adama Camp
- Yorosso
- Pando Camp

## Lien
- Plan de sécurité alimentaire de la commune rurale de Mariko 2007 2011, Web archive.